# Muro de taipa

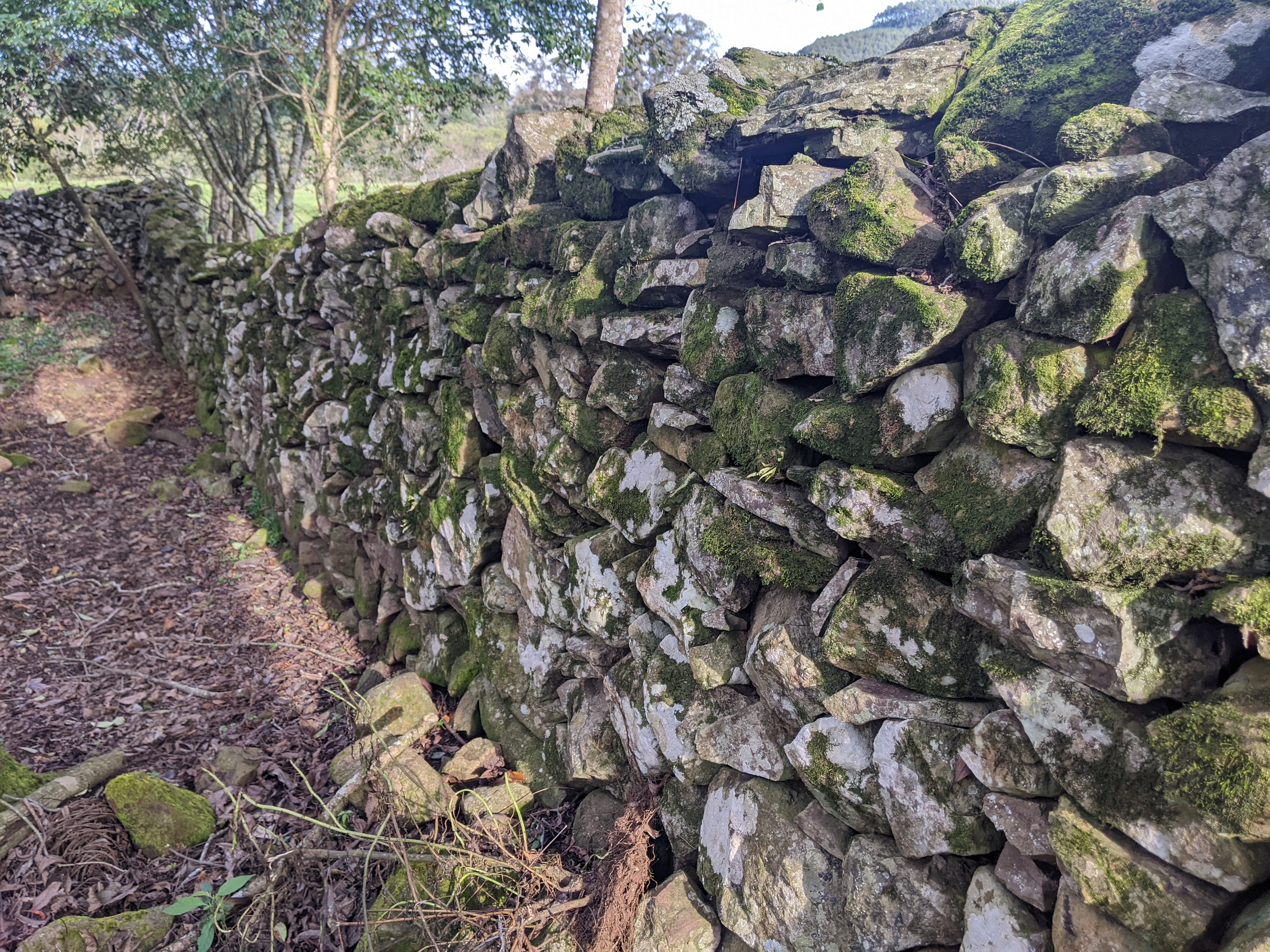
Muro de taipa.

Os muros de taipa são estruturas comuns nas Serras Catarinense e Gaúcha. Trata-se de muros feitos de uma rocha conhecida localmente como "basalto" (que na verdade é um riolito, geologicamente não corresponde a uma rocha basáltica) e que raramente ultrapassam um metro de altura. Em sua maioria, foram construídos no século XIX por imigrantes italianos e seus descendentes. Esses muros eram, e são até hoje, construídos para dividir propriedades, indicar caminhos e para a contenção do gado. Hoje são um marco da cultura tropeira da região.

## Galeria

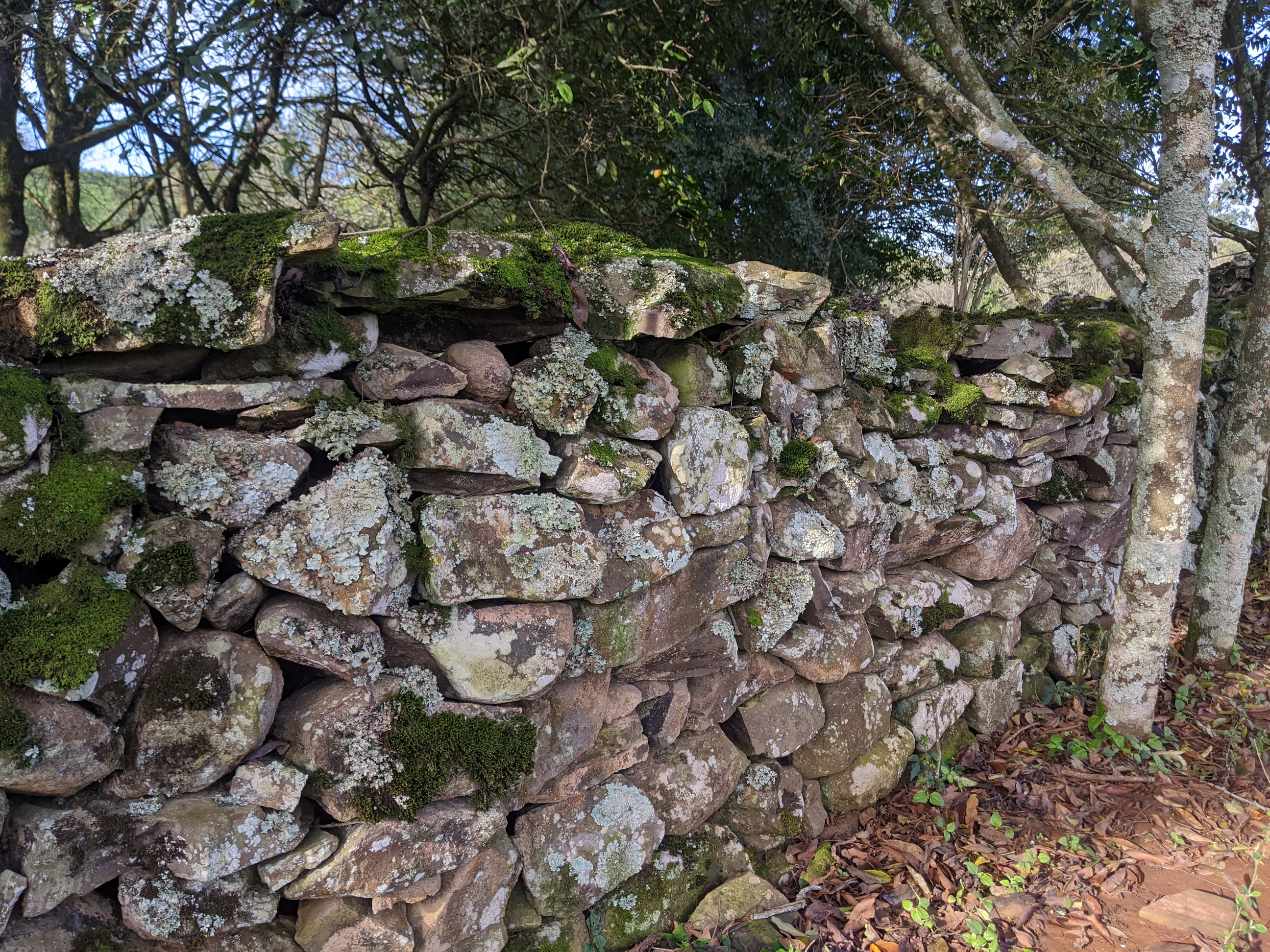
Outro exemplo de muro de taipa
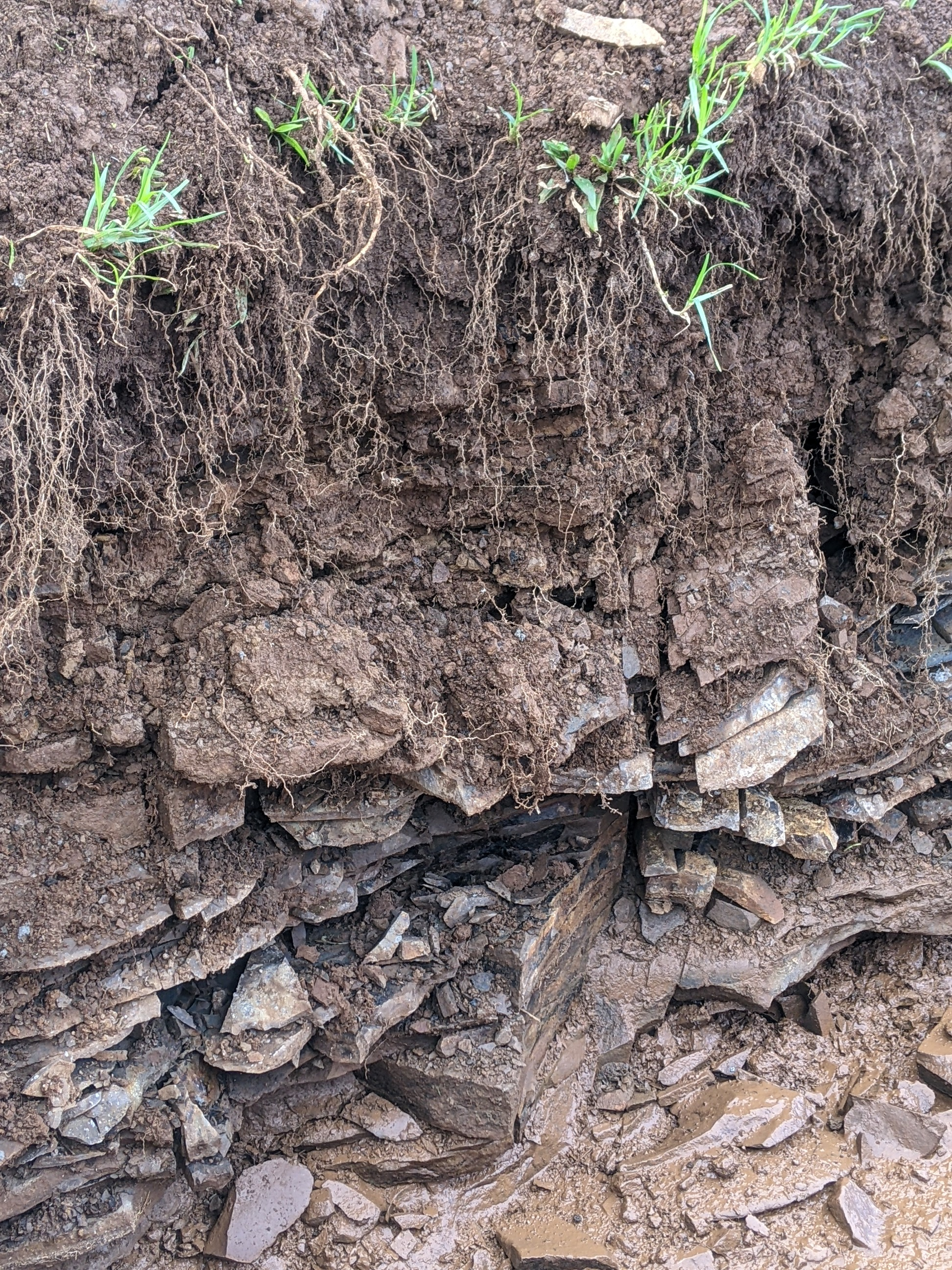
Riolito ou "basalto" da Serra Gaúcha, exposto por escavação.